# Бедленд
Бедленд (на английски: badlands – „лоши земи“) е рязко и сложно разчленен нископланински релеф, труднопроходим, почти без растителност и непригоден за земеделие. Състои се от сложна мрежа от простиращи се във всички посоки дълбоки оврази и разделящите ги остри и тесни гребени. Възниква предимно в области със сух климат в резултат от отмиването на повърхностните глинести материали при поройни дъждове – особено в предпланински и планинско-пустинни райони. При нерационално използване на земята и при изсичане на планински гори възниква и в зоните на степите и лесостепите. Класически бедленд е развит по източното подножие на Скалистите планини (Националния парк Бедлендс, в щата Южна Дакота в САЩ), в Наринската котловина в Киргизстан, в котловината Цайдам в Китай и на много други места по света.
- Националния парк Бедлендс, в щата Южна Дакота